# Mary Pittaluga
Mary Pittaluga (Milano, 1891 – Firenze, 1977) è stata una storica dell'arte italiana.

## Biografia
Figlia di Vittorio Emanuele Pittaluga, un generale italiano di origine austriaca, e di Porcara Bellingeri, frequenta a Cuneo la scuola media statale e il liceo, dove è l'unica studentessa femmina. È tra i primi allievi del giovane Lionello Venturi docente di storia dell'arte all'Università di Torino. Sotto la sua guida, scrive la tesi sul pittore Eugène Fromentin che il padre di Lionello, Adolfo Venturi, grande storico dell'arte, pubblica sulla propria rivista «L'Arte» nel 1917. Continua gli studi a Roma specializzandosi con Venturi padre e offrendogli un valido contributo alla stesura della sua monumentale opera Storia dell'arte italiana (1901-1940, 11 volumi, 25 tomi). Su richiesta dello stesso, si occupa della redazione dei testi di storia dell'arte per il liceo classico. Si lega d'amicizia con Luisa Becherucci, Giulia Sinibaldi, Anna Maria Ciaranfi, altre storiche dell'arte.
Comincia a insegnare a Firenze negli anni Venti al Liceo Classico Dante e al Liceo classico statale Galileo. Dal 1930 al 1958 insegna storia dell'arte e lettere all'Educandato Statale SS.Annunziata di Villa del Poggio Imperiale a Firenze. Presto comincia a pubblicare testi di storia dell'arte e collabora con diverse voci alla Enciclopedia Treccani. Scrive anche un testo di tre volumi per gli istituti magistrali sull'arte nel mondo dalla civiltà minoica al XX secolo. È ritenuta tra i principali divulgatori e interpreti del pensiero critico nei confronti delle arti figurative, specie per la fase formativa della modernità.
Dopo la guerra la fortuna della sua famiglia subisce un declino e Mary può contare sui guadagni ottenuti con la vendita di questo testo. Dal 1950 il suo interesse si concentra sull'arte italiana del XIX secolo e sceglie di pensionarsi anzitempo per potervi dedicare i suoi ultimi anni.
Nel 1963 dà alle stampe una monografia di Giuseppe De Nittis e nel 1971 un'altra su Ippolito Caffi, insieme a vari articoli pubblicati sulla rivista fiorentina «Antichità viva».
Muore a Firenze nel 1977. Bernard Berenson, che generalmente non apprezzava studiosi e storici dell'arte di sesso femminile, fa un'eccezione per Mary, considerandola al pari di tutti i suoi colleghi italiani. Il pittore Arthur Derek Hill (1916-2000) la descrive come il Voltaire del XX secolo.

## Archivio personale

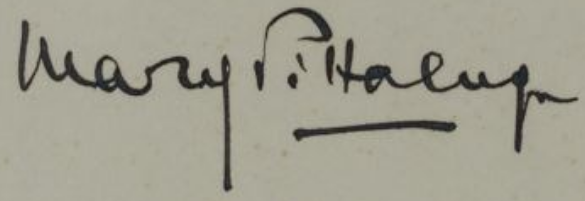
firma autografa

Le sue carte sono depositate nel Fondo Venturi alla Scuola Normale Superiore di Pisa e alla Biblioteca Marucelliana di Firenze.

## Scritti
- Popolo europeo 1958-1964, Torino, Consiglio regionale del Piemonte, Consulta europea, stampa 2001
- Un altro album di disegni di Giuseppe Canella, Firenze : Edam, 1972
- Caffi inediti a Roma / di Mary pittaluga, Firenze : Edam, 1971
- Il pittore Ippolito Caffi, Vicenza, Neri Pozza, 1971
- Cenni di storia dell'arte per gli Istituti Magistrali, 3 voll., Ariani, Firenze, 1967
- Dall'arte greco-romana all'arte romanica, Firenze : Le Monnier, 1965
- Dal Cinquecento ai giorni nostri, Firenze, Felice Le Monier, 1964
- Raffaello, dipinti su tavola, Milano : Silvana editoriale d'arte, 1962
- Cenni di storia dell'arte : per gli istuti magistrali, Firenze, Le Monnier, 1955-1956
- Raphael: Panel Paintings, New York: H. N. Abrams, 1955
- Nozioni preliminari sull'arte classica, l'arte italiana dalle origini alla fine del Trecento, Firenze, Le Monnier, 1953
- Acquafortisti veneziani del Settecento, Firenze, Le Monnier, 1953
- Cappella Sistina. English, The Sistine Chapel. Rome: Del Turco, 1953
- La Cappella Sistina. Editore del Turco, 1949.
- Filippo Lippi. Firenze, Del Turco, 1949;
- La critica dei Salons, a cura di Mary Pittaluga, Firenze, L’Arco editore, 1948
- Dall'arte greco-romana all'arte romanica, Firenze, Le Monnier, [19..]
- Nozioni preliminari sull'arte classica. L'arte italiana dalle origini alla fine del Trecento, Firenze, Le Monnier, 1941
- Dal cinquecento all'ottocento : con note sull'arte contemporanea, Firenze, Le Monnier, 1941
- La pittura italiana del 400 , Firenze : Felice Le Monnier, 1940
- Note sulle acqueforti di G. B. Tiepolo, Milano, Istituto editoriale italiano, 1939
- Arte italiana. 3 vols. Florence: F. Le Monnier, 1937-1938
- Le acqueforti di Luca Carlevaris, Firenze, Le Monnier, [1938?]
- Le arti nel periodo cretese-miceneo, Firenze, Felice Le Monnier, 1937
- La pittura italiana del Cinquecento. Florence Novissima enciclopedia monografica illustrata, 1936
- Masaccio. Firenze, Le Monnier, 1935
- L'architettura italiana del Quattrocento. Florence: Novissima enciclopedia monografica illustrata, 1934
- Pura Visibilità della Critica d'Arte, Firenze, Felice Le Monnier, 1933
- Arti e Studi in Italia nel 900. Gli Storici dell'Arte. Firenze: Editrice La Nuova Italia, 1930
- L'incisione italiana del 500, 1929, primo fondamentale studio sulle incisioni fatto da un italiano Seguì nel 1934
- Un altro quadro del Tintoretto all'Accademia di Venezia [S.l. : s.n., 1924?]
- Di alcune tracce sul verso della 'Crocefissione' del Tintoretto nella Scuola di San Rocco [S.l. : s.n., 1921?]
- Eugène Fromentin e l'origine della moderna critica d'arte, L'Arte 20, fascicolo 1, (Febbraio 28, 1917), e 21, fascicolo 5 (ottobre 31, 1918)
- Gaudenzio Ferrari, [S.l. : s.n., dopo il 1900]